# Rebel (MC)
José Antonio Rodríguez Fernández (Zaragoza, 24 de octubre de 1971-Ib., 1 de marzo de 2020), más conocido como Rebel y como el quinto violador del verso, fue un rapero y compositor español, hermano mayor de SHO-HAI, miembro del grupo Violadores del Verso.

## Biografía
Fernández se introdujo en el rap en los 80's lo que después hizo que su hermano Sergio, Sho Hai siguiera sus pasos. Empezó a hacer su propia música en 1995, con una maqueta junto al rapero Gran General D. Durante su carrera, Fernández colaboró con otros artistas como Violadores del Verso, Kase.O o R de Rumba, entre otros.

## Fallecimiento
Fernández falleció por causas desconocidas el 1 de marzo de 2020, a los 48 años.

## Colaboraciones

### Con General D
1995
- En el portal (con Urban y General D). Maqueta La mafia del Funk, de General D (1995)

### ConKase.O
1995
- Poker de ases (con Hate, Lírico, Kase.O). Maqueta de Kase.O "Dos Rombos" (1995)

### ConBufank
1996
- Dos veces. Disco "Bufank" (LP) Kool DJ X (Eurostudio17 - 1997).

1997
- Golpeando Hip Hop. Disco "Ciego de Sábado Noche" (1997)

### Con Kool DJ X
1997
- Selecto. Disco "17 representativos" (LP) Kool DJ X (Eurostudio17 - 1997).

### ConDave Bee
1997
- Desarrollando firmeza. Disco "Comunicologia Vol. 1" (LP) Dave Bee  (Avoid Records - 1997)

### ConVioladores del Verso
1999
- La carta más alta. [Mísero]. R de Rumba. Disco de Violadores del Verso "Genios" (1999)

2002
- Bombo Clap. R de Rumba. Disco de Violadores del Verso "Tú eres alguien/Bombo Clap" (2002)

2006
- Resistencia arrogante. R de Rumba. Disco de Violadores del Verso "Vivir para contarlo" (2006)

### ConR de Rumba
2004
- Ley Natura mantiene. Disco "1.er contacto - Ley natura mantiene" (Maxi) (Rap Solo, 2004)
- Amberes. Con Lírico. Disco "R de Rumba" (LP) (Rap Solo, 2004)

2009
- Ley Natura mantiene (Remix). "De vuelta al estudio: Remixes y rarezas" (LP) (2009)